# 1378 w polityce

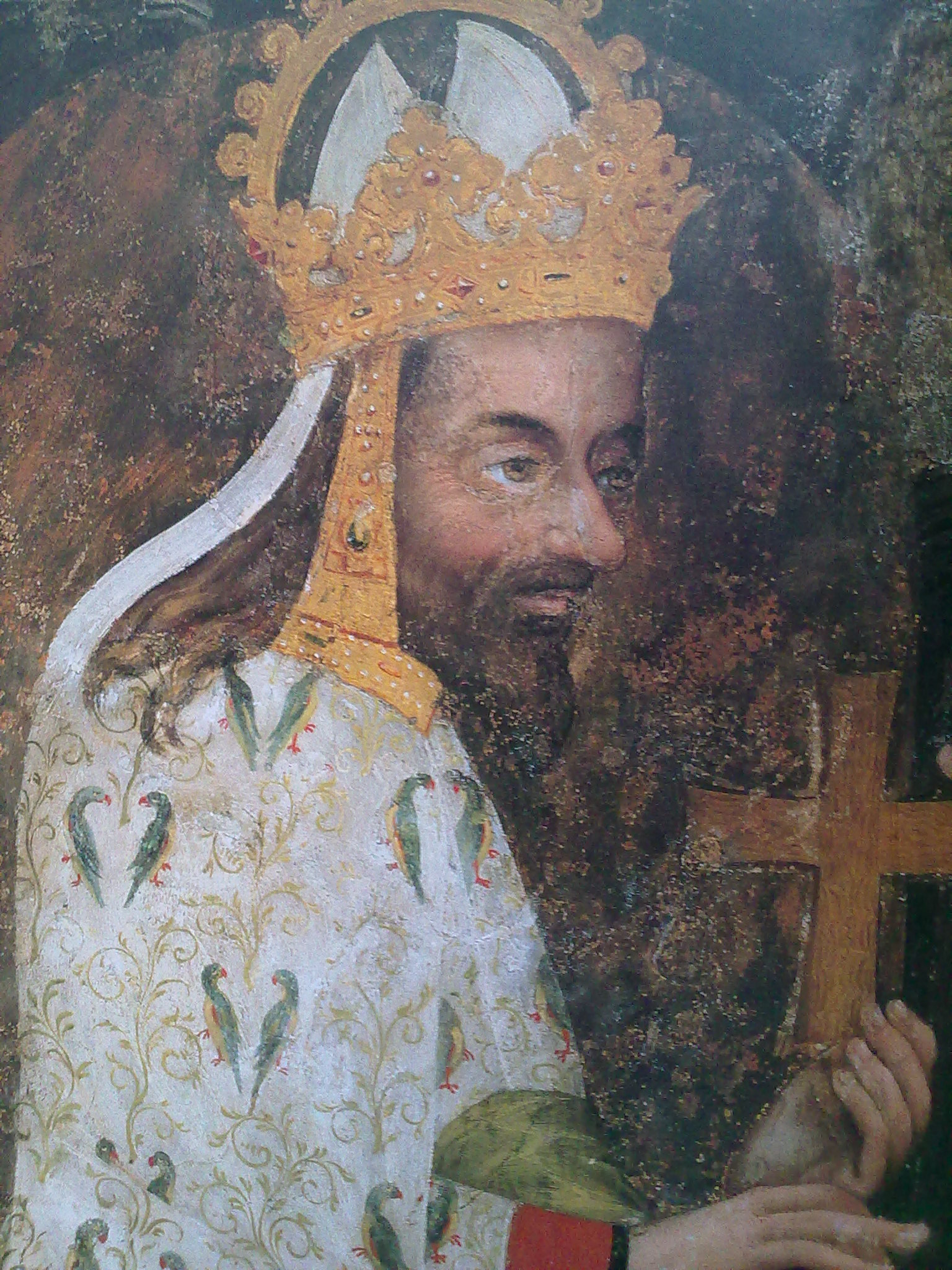
Karol IV Luksemburski

Wydarzenia polityczne w 1378 roku.

## Zmarli
- 27 marca Grzegorz XI, papież.
- 29 listopada Karol IV Luksemburski, cesarz rzymski i król czeski[1][2].